# Hugo Haenen
Hugo Haenen (Breda, 7 oktober 1961) is een Nederlands acteur die actief is op het toneel en in films en series speelt.

## Levensloop
Haenen groeide op in Arnhem, waar hij bij toneelvereniging Menander van het Stedelijk Gymnasium Arnhem in voorstellingen speelde, geregisseerd door studenten van de Arnhemse Toneelschool.
Haenen studeerde in 1985 af aan de Toneelacademie Maastricht, waarna hij de laatste twee seizoenen van Toneelgroep Centrum meemaakte: 1985-1986 en 1986-1987. Vervolgens speelde Haenen twee seizoenen bij Toneelgroep Amsterdam om in 1989 freelancer te worden.
In 2003 kreeg hij de John Kraaijkamp Musical Award voor de beste mannelijk hoofdrol in de musical The Sound of Music. Nominaties voor beste mannelijke bijrol van dezelfde prijs kreeg hij voor Pat Denning in 42nd Street (2001) en George Banks in Mary Poppins (2010). In 2007 won Haenen de Sentimento Award voor Beste Mannelijke Alternate als Professor Henry Higgins in My Fair Lady.

## Filmografie

### Film
- 1987 - De gelaarsde kat
- 1989 - Leedvermaak
- 1989 - Max & Laura & Henk en Willie
- 1996 - Vreemde levens - De draden van Anansi
- 1999 - Papa's kleine meid
- 1999 - Kruimeltje, kruidenier Wilkes
- 2001 - Qui vive
- 2004 - Erik of het klein insectenboek
- 2006 - Het woeden der gehele wereld
- 2008 - Radeloos, vader van Floor
- 2011 - 170 Hz
- 2011 - Süskind, bijrol: Mr Kisch
- 2012 - Het bombardement, bijrol: zakenrelatie van industrieel Dirk
- 2017 - Tonio
- 2024 - Invasie, premier

### Televisie
- 1984 - Hotel in Kopenhagen
- 1987 - Speurtocht naar Vroeger
- 1988 - Switch
- 1988 - Laat maar zitten
- 1990 - Effectief omgaan met conflicten (Teleac)
- 1990 - De Brug
- 1991 - De Dageraad
- 1991 - De zomer van '45
- 1991 - Villa Borghese
- 1993 - Ha, die Pa! - Floormanager (afl. Sterallures)
- 1995 - Toen was geluk heel gewoon - Fred Bilderbeek (afl. Oppassen)
- 1995 - Tegen wil en dank
- 1997 - 12 steden, 13 ongelukken
- 1997 - Unit 13
- 1998 - Het souterrain
- 1998 - Rescuers: Stories of Courage: Two Couples
- 1998 - Wij Alexander, dokter Jan Giltay
- 1998 - Het Zonnetje in Huis, Arno (afl. 5.5)
- 2003 - Sinterklaasjournaal
- 2005 - Samen
- 2006 - Rozengeur & Wodka Lime
- 2007 - Los
- 2010 - Bernhard, schavuit van Oranje, Claus
- 2010 - 13 in de oorlog, Max van Gennep (afl. 6 en 8)
- 2011 - Raveleijn, graaf Olaf Grafhart
- 2011 - Verborgen Gebreken - Sven Nijland
- 2016 - Moordvrouw - dokter Hans van Straaten (meerdere afleveringen)
- 2016 - Flikken Rotterdam - rechter-commissaris (1 aflevering)
- 2017 - Brussel - dokter Koen Verweij (2 afleveringen)
- 2017 - Suspects - André Vos (1 aflevering)
- 2017 - Het geheime dagboek van Hendrik Groen - ziekenhuisarts (1 aflevering)
- 2017 - Flikken Rotterdam - rechter-commissaris (1 aflevering)
- 2020 - Flikken Maastricht - Ferdinand van Doorn (1 aflevering)
- 2024 - Onopgelost - Bert

#### Gastrollen
- 1995 - Voor hete vuren
- 1997 - Kind aan Huis
- 1997 - Intocht van Sinterklaas - Rijmpiet
- 1998 - Baantjer
- 1998 - Willem Wever - Rijmpiet
- 1999 - Toen was geluk heel gewoon
- 1999-2002 - Het Feest Van Sinterklaas - Rijmpiet
- 2001 - Praatjesmakers - Rijmpiet
- 2005 - Keyzer & De Boer Advocaten
- 2006 - Boks
- 2006 - Gooische Vrouwen
- 2014 - Rechercheur Ria
- 2014 - Het mysterie van...
- 2014 - Bluf
- 2017 - De mannentester

## Toneel en musical
Musical
- 42nd Street (2000-2001), als Pat Danning/ alternate Julian Marsh
- Titanic (2001-2002), als J. Bruce Ismay
- The Sound of Music (2002-2004), als Kapitein Georg von Trapp
- My Fair Lady (2006-2007), als kolonel Pickering/ alternate Professor Henry Higgins
- Ciske de Rat (2007-2009), als Meester Bruijs
- Mary Poppins (2010-2011), als George Banks
- The Little Mermaid (2013), als Grimsby
- Jersey Boys ! (2013-2014), als Gyp DeCarlo
- Moeder, ik wil bij de Revue (2014-2015), als Gerrit van Woerkom
- Beauty and the Beast (2015-2016), als Maurice
- Drs. Down! (2017-2018), als vader van Lucas
- Charley, de komische musical van Jon van Eerd (2018-2019), als Olivier Heemstede
- Hello Again (2022), als echtgenoot

Toneel
- Mevrouw Gauguin (1985) (Toneelgroep Centrum)
- Paniek (1985) (Toneelgroep Centrum)
- De Wisselwoning (1986) (Toneelgroep Centrum)
- Brisant (1986) (Toneelgroep Centrum)
- Het Vergeten (1987) (Toneelgroep Centrum)
- Ismene - of het Geblindeerde Tuimelraam (1987-1988), als Haimoon (Toneelgroep Amsterdam)
- Titus, geen Shakespeare (1988-1989), als Chiron (Toneelgroep Amsterdam)
- Badeloch (1989) (Toneelgroep Amsterdam)
- De Broeikas
- Richard De Tweede
- Art
- Goed Fout (1992)
- We Hebben Samen Een Paard (1992-1993), als Thomas (laatste toneelstuk van Annie M.G. Schmidt, geproduceerd door Gislebert Thierens)
- Torch Song Trilogy (1995-1996) (Joop van den Ende Theaterproducties/ Stage Entertainment)
- Hooikoorts (1997-1998)
- Purper Six Pack (1997-1998)
- En Toen Waren Er Nog Maar.....(Tien Kleine Negertjes) (2004-2005) (Lex Passchier Producties)
- De Barones (2005-2006), als Harry Plooistra (Joop van den Ende Theaterproducties/ Stage Entertainment)